# Léopold Hoffmann

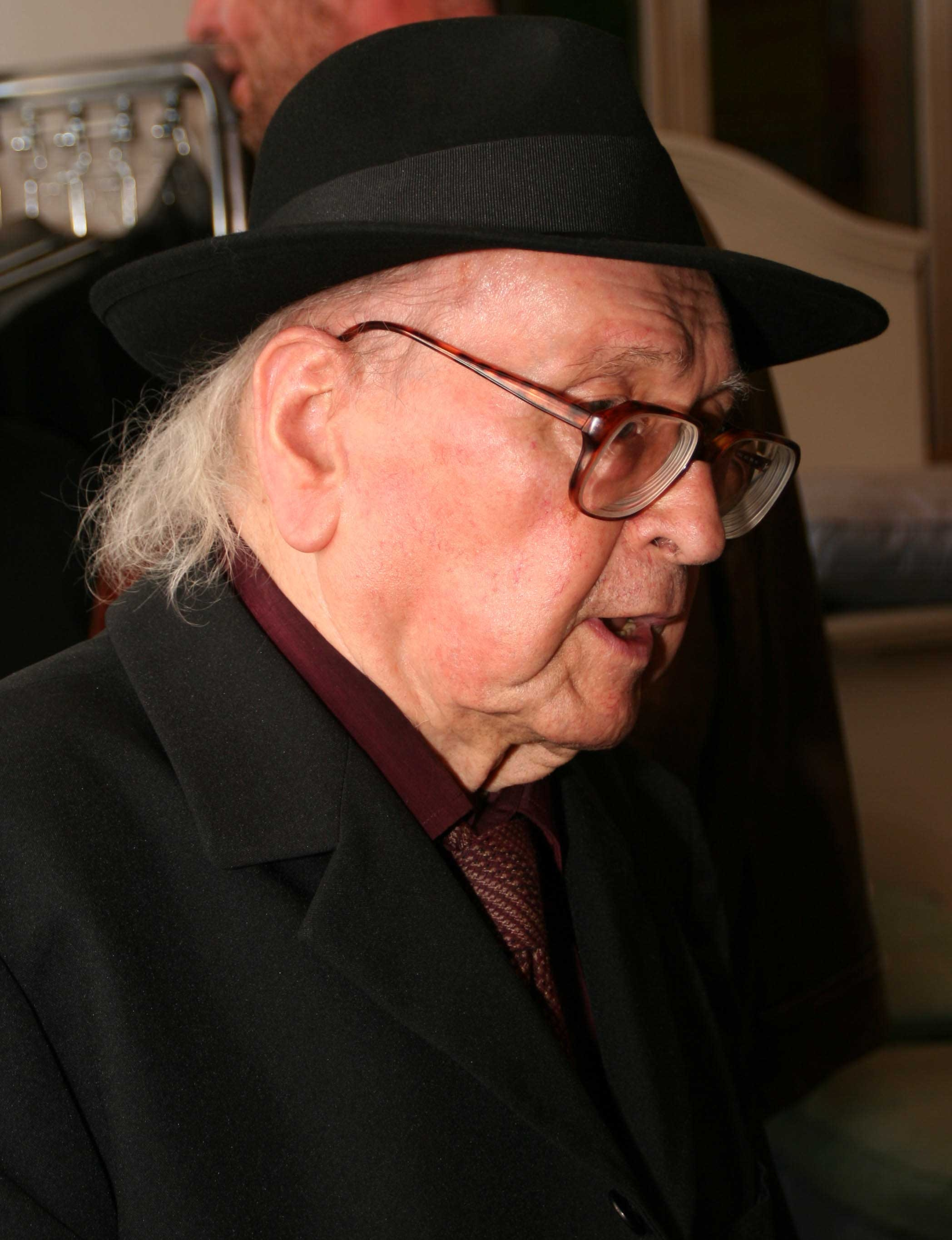
Léopold Hoffmann

Léopold Hoffmann (* 1. Februar 1915 in Clerf/Luxemburg; † 6. Oktober 2008) war ein deutschsprachiger Luxemburger Schriftsteller.

## Leben
Léopold Hoffmann war der Sohn eines Lehrers. Von 1928 bis 1935 besuchte er das Kolléisch in Diekirch und von 1935 bis 1936 die „Cours Supérieurs“ in der Stadt  Luxemburg. Anschließend studierte er Germanistik, Klassische Philologie, Geschichte und Psychologie an den Universitäten in Paris, Löwen und Bonn. 1940 promovierte er in Luxemburg zum Doktor der Philosophie. Anschließend war er Lehrer am Athénée de Luxembourg, wurde allerdings 1941 von den deutschen Besatzungsbehörden nach Düsseldorf und 1942 nach Düren zwangsversetzt. Ab 1943 unterrichtete er wieder in seiner luxemburgischen Heimat, u. a. in Diekirch und Esch. Diese Tätigkeit setzte er auch nach dem Ende des Zweiten Weltkriegs fort. 1948 studierte er zwei Semester niederländische Philologie in Amsterdam. Von 1949 bis zu seiner Pensionierung im Jahre 1979 wirkte er als Gymnasialprofessor am Athénée de Luxembourg.
Léopold Hoffmann verfasste neben seiner pädagogischen Tätigkeit auch
literaturwissenschaftliche Abhandlungen. Außerdem schrieb er   zahlreiche feuilletonistische Beiträge, Buch- und Theaterkritiken für Zeitungen und Zeitschriften, später auch Erzählungen, Hörspiele und Aphorismen.
Leopold Hoffmann war Mitglied des PEN-Zentrums Deutschland, des luxemburgischen „Institut Grand-Ducal“ sowie zeitweise der Autorenvereinigung „Die Kogge“. 1993 erhielt er den luxemburgischen Literaturpreis „Prix Batty Weber“.

## Werke
- Kulturpessimismus und seine Überwindung. Luxemburg 1958.
- Der letzte Romantiker und die Härten der Existenz. Luxembourg 1959.
- Die Revolte der Schriftsteller gegen die Annullierung des Menschen. Luxemburg 1961.
- Jenseits der Nacht. Luxemburg 1964.
- Heinrich Böll. Luxemburg 1965.
- Das epische Theater Bertolt Brechts. Luxembourg 1966.
- Literatur im Spiegel. Luxemburg 1966.
- Reflexe und Reflexionen. Luxembourg 1968.
- Brenn- und Blendpunkte. Luxemburg 1970.
- Streß und Stille. Luxemburg 1974.
- Schnappschlüsse. Stuttgart 1978.
- Gegen die Tüchtigen ist kein Kraut gewachsen. Luxembourg 1979.
- Reise nach Bled, Belgrad und zurück nach Luxemburg. Luxembourg 1980.
- Risse im Putz. Differdange 1980.
- Wer will schon wissen, wie spät es ist. Luxemburg 1985.
- Meinetwegen sowas wie Liebe. Echternach 1986.
- Aufhänger. Stuttgart 1988.
- Gebrochener Zeitschein. Echternach 1993.
- Der Pelz der Reißwölfe. Echternach 1997.
- Vor offenem Feuer oder Das Schicksal der Wörter in sprachloser Zeit. Echternach 1999.
- Schlitter. Esch/Alzette 2006.